# Stenomalina fontanus
Stenomalina fontanus är en stekelart som först beskrevs av Walker 1839.  Stenomalina fontanus ingår i släktet Stenomalina och familjen puppglanssteklar. Arten är reproducerande i Sverige. Inga underarter finns listade i Catalogue of Life.